# Tioor
Tioor of Pulau Teor is het zuidelijkste eiland van de Watubela-archipel in de Molukken in Indonesië. Het is 25,4 km² groot en het hoogste punt is 335 m.
Het enige zoogdier dat er is gevonden is de gevlekte koeskoes (Spilocuscus maculatus).
In een beschrijving uit 1884 wordt de naam van het eiland ook wel als Teor en Tehor gespeld. Er woonden toen circa 200 mensen.